# Парникова вулиця (Київ)
Парнико́ва ву́лиця — вулиця в Голосіївському районі міста Києва, селище Мишоловка. Пролягає від вулиці Академіка Кащенка до вулиці Квітки-Основяненка.
Прилучається Корчуватський провулок.

## Історія
Вулиця утворилася в першій половині XX століття під назвою 168-ма Нова. Сучасна назва — з 1944 року.
Назва Парникова іноді використовується щодо Тепличної вулиці Святошинського району Києва.